# Cebinae
Cebinae — підродина мавп Нового Світу з родини капуцинових. Їх використовували в багатьох фільмах і телевізійних шоу. Ареал включає деякі тропічні ліси в Центральній Америці та Південній Америці аж до північної Аргентини. У Центральній Америці вони зазвичай населяють вологі рівнинні ліси на Карибському узбережжі Коста-Рики та Панами та листяні сухі ліси на узбережжі Тихого океану.

## Морфологічна характеристика
Це примати середнього розміру. Вони досягають довжини тіла від 31 до 56 сантиметрів, хвіст від 30 до 56 сантиметрів. Приблизно 2–3 кг самиці значно легші за самців, які важать 3–4 кілограми. Тіло струнке, передні й задні кінцівки приблизно однакової довжини. Пальці короткі, а великий палець протилежний, що робить цих приматів дуже спритними. Хвіст чіпкий, але безволоса ділянка шкіри не повністю розвинена. Забарвлення волосяного покриву мінливе, тулуб зазвичай витриманий в коричневих або чорних тонах. Часто руки, ноги та хвіст темніші, іноді забарвлення плечової зони або грудей виділяється на тлі решти тіла. У групі чубатих видів волосся на маківці утворює помітний пучок, а в інших видів маківка часто забарвлена в контрастний колір. Слово «капуцин» походить від групи братів під назвою Орден Братів Менших Капуцинів, відгалуження від францисканців, які носять коричневі мантії з великими капюшонами.

## Спосіб життя
Як і більшість мавп Нового Світу, капуцини денні мешканці дерев. Мавпи-капуцини часто живуть великими групами від 10 до 35 особин у лісі, хоча вони можуть легко адаптуватися до місць, колонізованих людьми. На гілках вони зазвичай пересуваються рачком, іноді під час годування просто звисають за хвости. Іноді вони також спускаються на землю. Вночі вони сплять на високих деревах, які повинні захистити їх від хижаків. Капуцини є територіальними тваринами, основна територія території позначена сечею та захищена від загарбників, але на зовнішніх зонах території часто перекриваються. Вони всеїдні та споживають різні частини рослин, такі як листя, квіти та плоди, насіння, серцевину, деревну тканину, цукрову тростину, цибулини та ексудати, а також членистоногих, молюсків, різноманітних хребетних і навіть приматів. Природними ворогами є великі хижі птахи, коти та змії.
Капуцини вважається найрозумнішими мавпами Нового Світу. Sapajus apella особливо відомий своїм тривалим використанням знарядь — розбивання горіхів каменями. У 2005 році були проведені експерименти щодо здатності капуцинів використовувати гроші. Після кількох місяців навчання мавпи продемонстрували таку саму схильність уникати передбачуваних втрат, яку продемонстрували люди та інвестори. У сезон комарів вони розчавлюють багатоніжок і натирають цим спину; це діє як природний засіб від комах.
Самка народжує дитинча кожні два роки після періоду вагітності від 150 до 180 днів. Їх відлучають від годування молоком від кількох місяців до року, а статева зрілість настає у віці чотирьох-п’яти років. У неволі екземпляри можуть жити понад 50 років, тоді як очікувана тривалість життя в дикій природі, ймовірно, становить від 15 до 25 років.